# Saint-Paul (Corrèze)
Saint-Paul is een gemeente in het Franse departement Corrèze (regio Nouvelle-Aquitaine) en telt 233 inwoners (2004). De plaats maakt deel uit van het arrondissement Tulle.

## Geografie
De oppervlakte van Saint-Paul bedraagt 13,9 km², de bevolkingsdichtheid is 16,8 inwoners per km².
De onderstaande kaart toont de ligging van Saint-Paul (Corrèze) met de belangrijkste infrastructuur en aangrenzende gemeenten.

## Demografie
Onderstaande figuur toont het verloop van het inwonertal (bron: INSEE-tellingen).